# روجرسفيل (نيو برونزويك)
روجرسفيل (بالإنجليزية: Rogersville, New Brunswick)‏ هي بلدة تقع في كندا في Northumberland County. يقدر عدد سكانها بـ 1,170 نسمة ومساحتها 7.23 كم2 .

## أعلام
- جيري دويل